# Mydrosoma opalinum
Mydrosoma opalinum är en biart som först beskrevs av Smith 1862.  Mydrosoma opalinum ingår i släktet Mydrosoma och familjen korttungebin. Inga underarter finns listade i Catalogue of Life.